# Лингвистическая география

Карта языков мира

Лингвистическая география — раздел лингвистики, изучающий вопросы территориального размещения языков и распространения языковых явлений. Изучает географии языковых явлений (так наз. изоглоссы) различного уровня. Многофункциональна, является как одним из разделов общей лингвистики, так и более частных диалектографии и диалектологии. Основная задача лингвистической географии — составление подробных языковых карт.

## Междисциплинарные связи и характеристика
Материалы лингвистической географии дают возможность изучать территорию распространения того или иного явления, относящегося к любому аспекту языка. Это могут быть как вопросы фонетики (и фонологии), так и вопросы морфологии, синтаксиса, лексики (семантики) и даже стилистики. Всё зависит от специфики и объёма атласа. Одни атласы направлены на изучение лексических сторон языка, другие — грамматических. Изучение каждого отдельного языкового факта в первую очередь проявляется в нахождении зоны его распространения, затем в интерпретации конфигурации этой зоны.
Возможность почерпнуть из лингвистического атласа материал по самым разным аспектам изучаемого языка способствует более глубокому и всестороннему развитию теоретической и практической фонетики, грамматики и лексики данного языка.

## Специализация
Лингвистическая география имеет несколько направлений специализации:
- межъязыковое, когда изучается география языковых границ между двумя языками, в особенности неблизкородственными (например, менявшаяся на протяжении столетий франко-немецкая языковая граница в Мозеле, Лотарингии и Эльзасе; бельгийская языковая граница, официально закреплённая в середине XX века; франко-немецкая языковая граница в Швейцарии (Рёштиграбен) и др.
- внутриязыковое направление, изучающее территориальное распространение тех или иных грамматических, лексических и проч. элементов в диалектах того или иного языка или же группы близкородственных языков, образующих диалектный континуум. В данном случае лингвистическая география тесно связана с диалектографией и диалектологией.

## История
Лингвистическая география начала развиваться относительно недавно, с середины XIX века. Стимулом к её развитию послужили работы учёных-лингвистов, занимающихся составлением больших национальных языковых атласов.
Зарождение лингвистической географии и ареальной лингвистики связано с концепцией лингвистической непрерывности А. Пикте (1859) и в особенности с «теорией волн» (волновой теорией) — теорией о распространении языковых инноваций из центра их появления к периферии, выдвинутой Г. Шухардтом (в 1868 году) и И. Шмидтом (в 1872).